# نوخانيك (رقة)
نوخانیك (بالفارسية: نوخانیک) هي مستوطنة تقع في إيران في قسم رقة الريفي. يقدر عدد سكانها بـ 44 نسمة .